# 톰슨로이터코리아
톰슨로이터코리아(Thomson Reuters Korea)는 2000년 11월에 서비스를 시작한 대한민국의 종합 법률 포털 사이트이다. 2000년 이해완(전 서울고등법원 판사), 안기순(태평양 법무법인 변호사) 등으로 구성된 법무법인 태평양의 자회사에서 시작해 이해완 대표이사에 의해 운영되다가 2022년 현재 김준원 대표이사가 운영하고 있다.

## 역사
- 2000년 1월 법무법인(유한) 태평양 내 로앤비 사업부 발족
- 2000년 8월 이해완(전 서울고등법원 판사) 대표이사 취임
- 2000년 11월 (주)로앤비 법인 전환
- 2001년 2월 LAWnB.com 오픈
- 2007년 8월 안기순(변호사) 대표이사 취임[1]
- 2009년 1월 LAWnB.com 2.0 오픈
- 2012년 3월 톰슨 로이터에 인수됨[2]
- 2018년 LAWnB.com Next 오픈
- 2021년 10월 온라인 특별법 주석서 '온주'와 통합
- 2019년 2월 김준원 대표이사 취임
- 2023년 2월 톰슨로이터코리아로 사명 변경|             |                                               |
| 창립        | 2000년 11월                                   |
| 창립자      | 이해완, 안기순 외                             |
| 산업 분야   | 법률정보사업 솔루션사업 교육사업 연구용역사업 |
| 본사 소재지 | 서울 종로구 새문안로 82                       |
| 핵심 인물   | 김준원 (대표이사)                             |
| 주요 주주   | 톰슨 로이터                                   |
| 웹사이트    | http://www.lawnb.com/                         |

## 업무분야
- 법률 포털: 판례, 법령, 문헌, 결정·해석, 법조인, 행정자료, 서식, 온주, 법률뉴스
- 법률 교육: 법률실무자, 법무팀 사원들을 위한 온/오프라인 교육 제공
- 법률 솔루션: 로펌, 기업법무팀 관련 솔루션

## 서비스
- 판례: 판례검색, 판례 디렉토리, 천자평석, 해외판례 서비스
- 법령: 법령검색, 법령 디렉토리, 포커스 법령, 3단 비교보기, 신구조문비교보기 서비스
- 문헌: 학회논문, 법률잡지, 실무논문, 주석서, E-Book, 법률용어 서비스
- 법조인: 법조인 검색, 법조인 인명록, 분야별 변호사, 법조동향 서비스
- 행정자료: 행정자료 검색, 부처별 행정자료 서비스
- 기업법무: 기업법령 리포트, 최신 법령해석, 기업법무사례 해설, 기업법무 매뉴얼 서비스
- 뉴스: 법률뉴스, 칼럼, 법학계소식 서비스

## 현황
대한민국 법률포털 1위로 법조계 내외의 많은 사람들이 이용하고 있다. 2012년 톰슨 로이터에 인수 되었으며, 사회봉사 등 공익 활동도 하고 있다.